# Nordkalotten

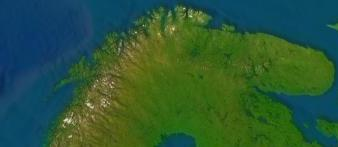
Nordkalotten sedd från rymden.

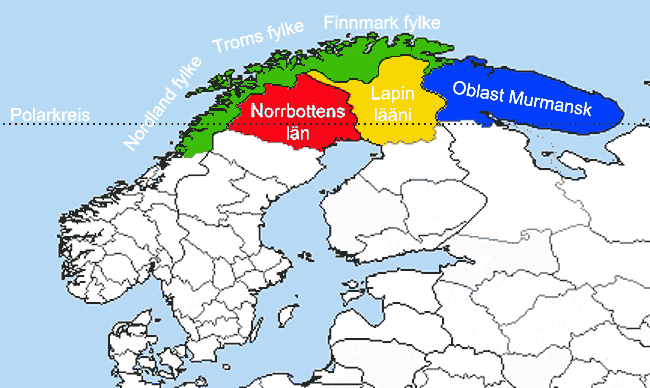
De delar som vanligtvis brukar räknas som Nordkalotten.

Nordkalotten (av kalott, hatt) är ett geografiskt område som utgörs av Nordland fylke och Troms og Finnmark fylke i Norge, Norrbottens län i Sverige, landskapet Lappland i Finland samt (enligt vissa definitioner endast fram till den ryska revolutionen 1917) även Murmansk oblast på Kolahalvön i Ryssland. Nordkalotten ligger vid och norr om norra polcirkeln. Området har på grund av de rika mineralfyndigheterna och tillgången på isfria hamnar inom området varit av militärstrategisk betydelse under lång tid.
Under andra världskriget utkämpades 1944-1945 det som idag kallas för Lapplandskriget mellan Finland och Nazityskland i Nordkalotten.
Till de största tätorterna på Nordkalotten hör Narvik och Tromsø i Norge, Luleå och Kiruna i Sverige, Rovaniemi i Finland, samt Murmansk och Apatity i Ryssland.
Urbefolkningen i området är samer och de bedriver fortsatt näringsverksamhet över hela området.